# Хамзок, Йожеф
Йожеф Хамзок (венг. Hamzók József, р.31 марта 1971) — венгерский борец греко-римского стиля, призёр чемпионатов Европы.

## Биография
Родился в 1971 году. В 1991 году занял 12-е место на чемпионате мира. На чемпионате мира 1993 года занял 6-е место. В 1994 году стал серебряным призёром чемпионата Европы. На чемпионате Европы 1996 года занял 14-е место. На чемпионате Европы 1997 года занял 16-е место. На чемпионате мира 1998 года занял 23-е место.